# Мюнхен

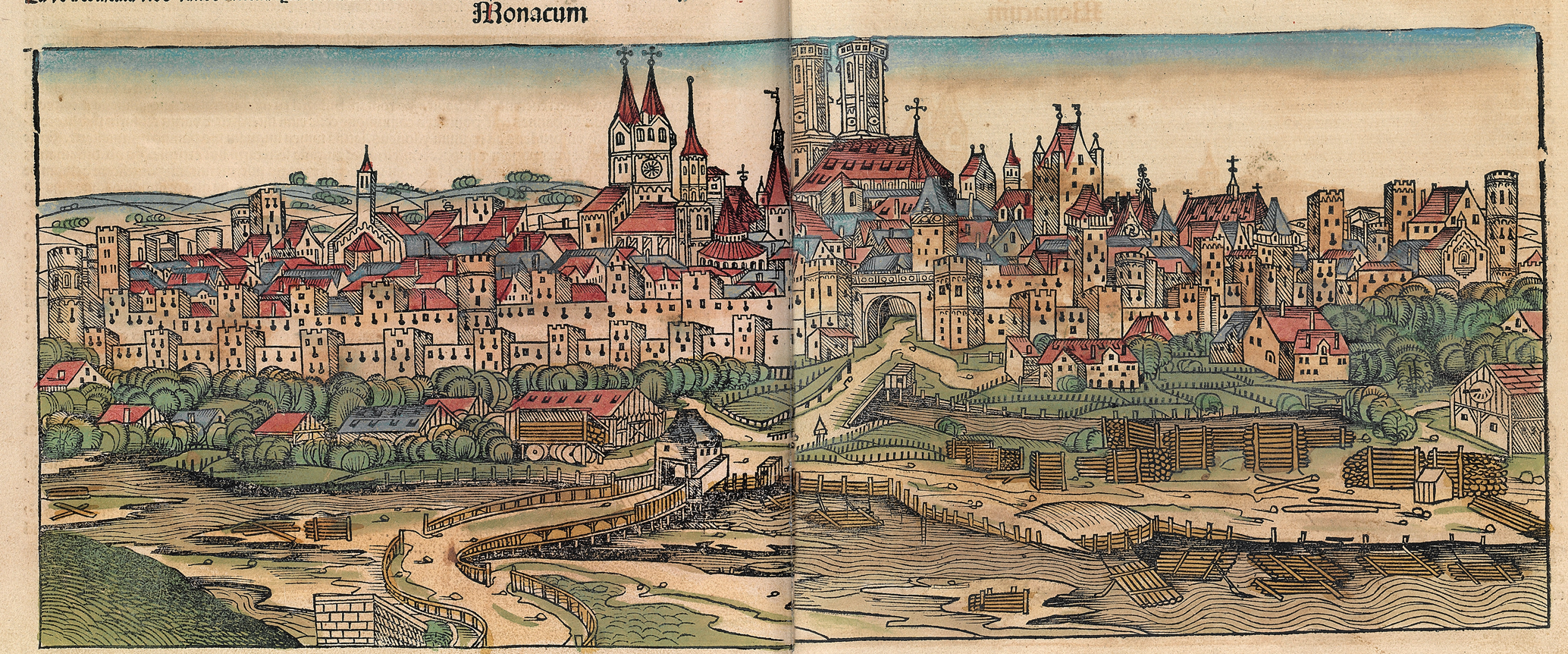
Мюнхен в 1493 году. Ксилография из «Нюрнбергской хроники»

Мю́нхен (нем. München [ˈmʏnçən], бав. Minga, лат. Monacum, Monachium) — город на реке Изар на юге Германии, в федеральной земле Бавария. Внерайонный город (нем. kreisfreie Stadt), одновременно являющийся административным центром Баварии и административного округа Верхняя Бавария.
Население Мюнхена — 1 561 094 человек (31 марта 2021 года). Таким образом, он является крупнейшим городом Баварии и третьим, после Берлина и Гамбурга, городом Германии. В Мюнхене находится правительство Баварии, правительство округа Верхняя Бавария, а также правительство мюнхенского городского округа.
Название города произошло от древневерхненемецкого Munichen — «у монахов». Мюнхен славится своими пивоваренными традициями. В городе находятся шесть крупных пивоварен, которые снабжают пивом знаменитый на весь мир Октоберфест — фольклорный фестиваль, ежегодно проводящийся в конце сентября — начале октября на Терезином лугу.
Современный Мюнхен — не только средоточие культурных ценностей, но и крупный промышленный и исследовательский центр. Благодаря знаменитым университетам, одной из самых значительных в мире Баварской государственной библиотеке, институтам имени Макса Планка и имени Хайнца Майера-Лейбница, ядерному научно-исследовательскому реактору и многим другим учреждениям Мюнхен удерживает прочные позиции в европейской науке. Также Мюнхен по праву считается ИТ-столицей Германии. Недвижимость в Мюнхене — самая дорогая в Германии. Средняя цена квартиры за м² составляет в 2021 году 9797 евро.

## История

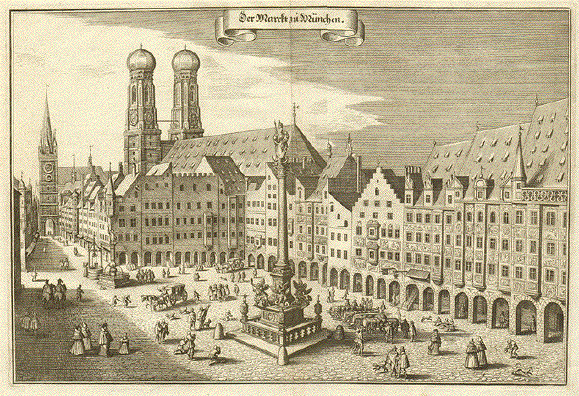
Мюнхен, Мариенплац, 1700 год

### Средние века
История Мюнхена начинается с VIII века, когда на холме Петра (нем. Petersbergl) поселились монахи из расположенного неподалёку монастыря Шефтларн (нем. Kloster Schäftlarn). Сегодня на месте поселения находится храм Святого Петра (нем. Sankt-Peter-Kirche). Впервые поселение упоминается в документах 1158 года под именем Villa Munichen, однако уже в 1175 году Мюнхену присваивается статус города и вокруг него возводятся городские стены.

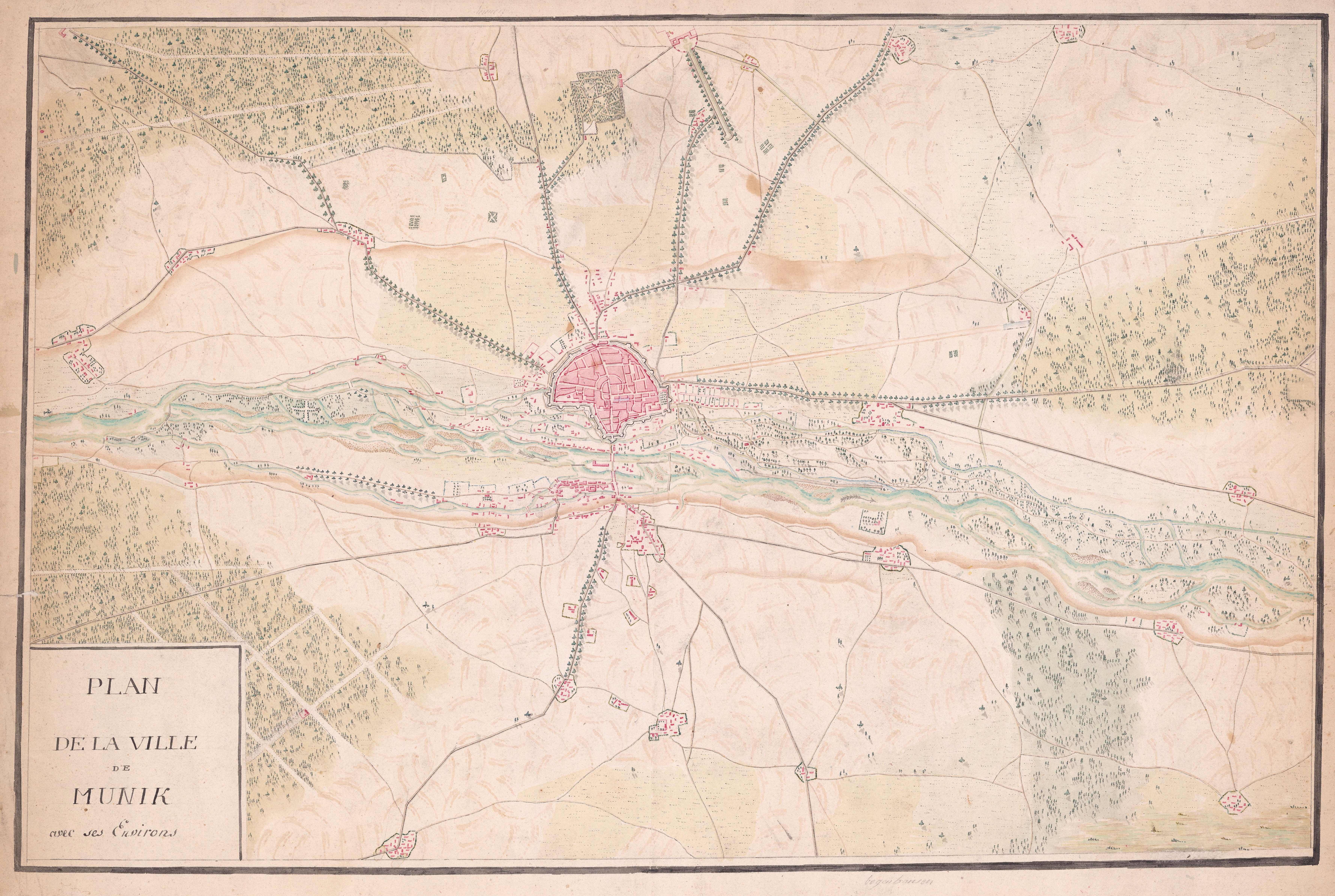
Карта окрестностей Мюнхена 1796 года

В 1240 году Мюнхен перешёл во владение Виттельсбахов и после раздела Баварии в 1255 году являлся их резиденцией в Верхней Баварии вплоть до 1918 года. С объединением Баварии в 1507 году Мюнхен стал её столицей, а в 1806 году — столицей Королевства Бавария. В настоящее время Мюнхенская резиденция Виттельсбахов функционирует как публичный музей.

### Новое время
17 октября 1810 года в честь свадьбы кронпринца Людвига (в будущем король Людвиг I) и принцессы Терезы Саксонской-Хильдбургхаузской были устроены скачки, которые положили начало ежегодному фольклорному фестивалю Октоберфест.

### Веймарская республика

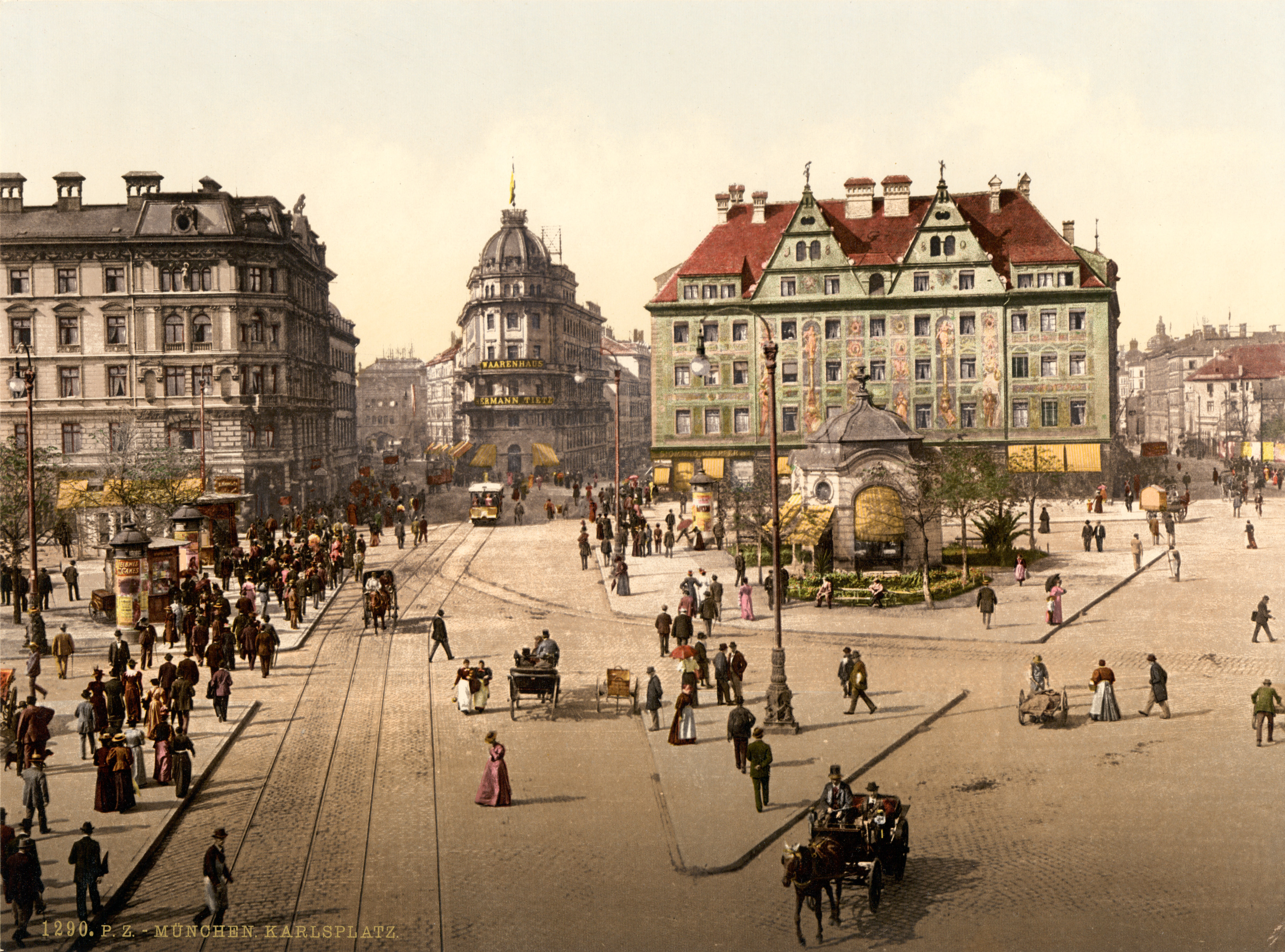
Центр города на открытке конца XIX века

В 1916 году, во время Первой мировой войны, город подвергся первой бомбардировке: на город упали три французские бомбы.
Послевоенный период стал тяжёлым для Мюнхена: в ноябре 1918 года Людвиг III с семьёй бежал из города, а после убийства первого республиканского премьер-министра Баварии Курта Эйснера, 13 апреля 1919 года, в Мюнхене была провозглашена Баварская Советская республика (лидер Эрнст Толлер), которая 3 мая 1919 года была разгромлена отрядами фрайкора. После этого Бавария стала частью Веймарской республики.
В пивной Хофбройхаус 24 февраля 1920 года была создана нацистская партия. В 1923 году в Мюнхене в пивной Бюргербройкеллер произошёл Пивной путч, когда сторонники Гитлера предприняли попытку осуществить переворот, однако тогда Веймарская республика устояла, и теперь об этом событии напоминает мемориальная плита на Одеонсплац. Гитлер был осуждён на 5 лет (но выпущен досрочно через 9 месяцев), а нацистская партия, на тот момент практически неизвестная за пределами Мюнхена — временно запрещена на территории всей Германии. Несмотря на события 1923 года, Мюнхен продолжал оставаться столицей НСДАП.

### Период нацистской Германии

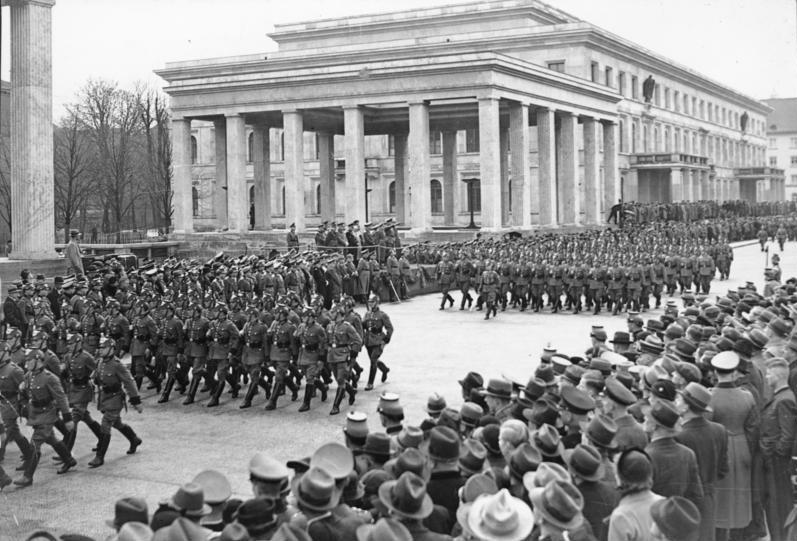
Парад на Кёнигсплац, 1938 год

В 1933 году на выборах в Рейхстаг 5 марта НСДАП показала себя самой влиятельной среди правых партий. Однако число голосов, поданных за неё, было наименьшим: 37 % против среднего числа 44 % по Германии. Несмотря на это, городской совет оказался нацистским.
В 1934 году Гитлер расправился со своими политическими противниками: только по официальным данным нацистского правительства, в ходе Ночи длинных ножей были убиты свыше 60 человек.
В 1935 году Гитлер назвал Мюнхен «столицей движения» (нем. Hauptstadt der Bewegung). Здесь начинали свою карьеру такие видные деятели нацистской партии, как Гейдрих и Гиммлер, бывший шефом полиции. Рядом с городом был основан в 1933 году первый концентрационный лагерь в Дахау. Мюнхен стал местом подписания соглашения 1938 года между Германией, Италией, Великобританией и Францией, в результате которого часть территории Чехословакии (Судетская область) перешла к Германии (чехословацкое правительство было поставлено перед фактом и приняло капитуляцию), и Гитлер де-факто получил контроль над остальной Чехословакией при условии непродвижения дальше. Это соглашение в советской историографии получило название «Мюнхенский сговор».
Через год Георг Эльзер предпринял неудачную попытку убийства Гитлера в пивной Бюргербройкеллер во время ежегодного послания в честь годовщины Пивного путча.
Вместе с тем в Германии нет другого города, в котором существовало такое массовое неприятие нацизма, как здесь и столь разнообразные проявления движения сопротивления. Здесь функционировала организация «Белая роза», в которой участвовали Ганс и Софи Шолль, а также Кристоф Пробст. В апреле 1945 года военные переводчики, желая избежать кровопролития, организовали «Акцию за свободу Баварии» («Freiheitsaktion Bayern») с захватом радиостанций и ряда правительственных зданий. Хотя акция в результате была подавлена эсэсовцами, своих целей она достигла — американские солдаты вошли в город весной 1945 года без боя, ни один мост не был взорван.
За время Второй мировой войны Мюнхен 74 раза подвергался бомбардировкам военно-воздушного флота Великобритании и США. В ходе этих бомбардировок погибли более 6500 человек, исторический центр города (в том числе здания, не содержавшие никакой военизированной инфраструктуры, например, Государственная опера) был уничтожен. Из 815 тысяч жителей в городе осталось лишь 480 тысяч .

### Послевоенный период
С 1945 года Мюнхен был полностью перестроен, следуя педантичному — и в сравнении с остальными разорёнными войной городами Западной Германии — скорее консервативному плану, который сохранял довоенную планировку улиц. В 1957 году население Мюнхена превысило рубеж в 1 миллион человек. Город продолжил играть значительную роль в немецкой экономике, политике и культуре, что привело к тому, что у города появилось прозвище Heimliche Hauptstadt («секретная столица») спустя десятилетия после Второй мировой войны.

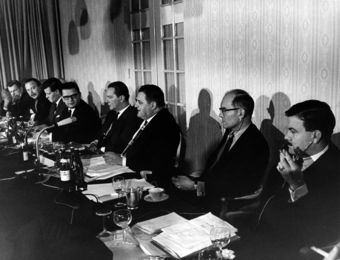
2-я Международная конференция по вопросам политики и безопасности (1964)

С 1962 года в Мюнхене ежегодно в первой декаде февраля проводится Международная конференция по вопросам политики и безопасности.
Мюнхен был местом проведения Летних Олимпийских Игр 1972 года, во время которых израильские атлеты были убиты палестинскими террористами, a другая группа вооружённых людей из палестинской группировки «Чёрный сентябрь» захватили в качестве заложников членов Израильской Олимпийской команды.
В 1982 году Мюнхен принял вторую пленарную сессию Смешанной международной комиссии по богословскому диалогу, её темой стало обсуждение вопроса «Таинства Церкви и евхаристия в свете Тайны Пресвятой Троицы».
Уровень жизни большинства населения высокий. Mercer HR Consulting многократно помещал Мюнхен в десятку городов с самым высоким качеством жизни в мире, в 2011 году Мюнхен занял четвёртое место; также компания поставила Мюнхен на 39-е место среди самых дорогих городов мира и признала Мюнхен самым дорогим среди городов Германии. В Мюнхене процветает экономика, движимая IT-технологиями, биотехнологиями и издательским делом. Загрязнение окружающей среды находится на низком уровне, однако в 2006 году мэр города высказал обеспокоенность уровнем твёрдых частиц в атмосфере, в особенности, на протяжении главных городских магистралей. Со времён вступления в силу закона Европейского Союза о концентрации твёрдых частиц в атмосфере группы защитников окружающей среды, например, Гринпис, организовывали массовые акции протеста с целью побудить мэра города и правительство Германии занять более жёсткую позицию в вопросах борьбы с загрязнением окружающей среды. Сегодня уровень преступности довольно низок в сравнении с остальными городами Германии, такими как Гамбург или Берлин. Англоязычные туристы называют Мюнхен «Toytown» (игрушечный город).

## Климат
Мюнхен имеет умеренный климат, с переходным от морского к континентальному. Этому способствует относительно мягкая малоснежная зима (средняя температура января −1 °C) и нежаркое лето со средней температурой около 18 °C с большим количеством осадков и доминирующей пасмурной погодой. Солнце светит 1777 часов в году, в 2013 году 185 дней шёл дождь.
Зима в Мюнхене обычно переменчивая, сильные морозы бывают редко. Однако при вторжении сибирского антициклона бывают иногда большие морозы: самая низкая температура была зафиксирована 12 февраля 1929 года и составила −31,6 °C. Снежный покров относительно неустойчив, но сохраняется как минимум на несколько недель. Жаркая погода бывает редко, однако 13 августа 2003 года температура составила +37,0 °C, став самой высокой за всю историю метеонаблюдений.
| Показатель                    | Янв. | Фев.  | Март  | Апр. | Май  | Июнь | Июль | Авг. | Сен. | Окт. | Нояб. | Дек.  | Год   |
| ----------------------------- | ---- | ----- | ----- | ---- | ---- | ---- | ---- | ---- | ---- | ---- | ----- | ----- | ----- |
| Абсолютный максимум, °C       | 18,3 | 21    | 24    | 28,7 | 32,2 | 34,8 | 36,2 | 37   | 32   | 28,2 | 24,1  | 19,6  | 37    |
| Средний суточный максимум, °C | 3,2  | 4,6   | 9,4   | 14   | 19   | 21,7 | 24,3 | 23,8 | 19,2 | 14,1 | 7,5   | 3,8   | 13,7  |
| Средняя температура, °C       | −0,9 | 0     | 4,3   | 8,5  | 13,4 | 16,4 | 18,4 | 17,9 | 13,6 | 9    | 3,4   | 0,3   | 8,7   |
| Средний суточный минимум, °C  | −3,2 | −2,8  | 0,8   | 4    | 8,3  | 11,6 | 13,6 | 13,3 | 9,5  | 5,8  | 1,1   | −1,9  | 5     |
| Абсолютный минимум, °C        | −29  | −31,6 | −20,3 | −10  | −5,5 | −0,1 | 3,7  | 3,2  | −2,5 | −8,2 | −14   | −25,3 | −31,6 |
| Норма осадков, мм             | 48   | 41    | 58    | 57   | 91   | 107  | 116  | 97   | 74   | 57   | 55    | 59    | 858   |
| Источник: Погода и Климат     |      |       |       |      |      |      |      |      |      |      |       |       |       |

## Административное деление

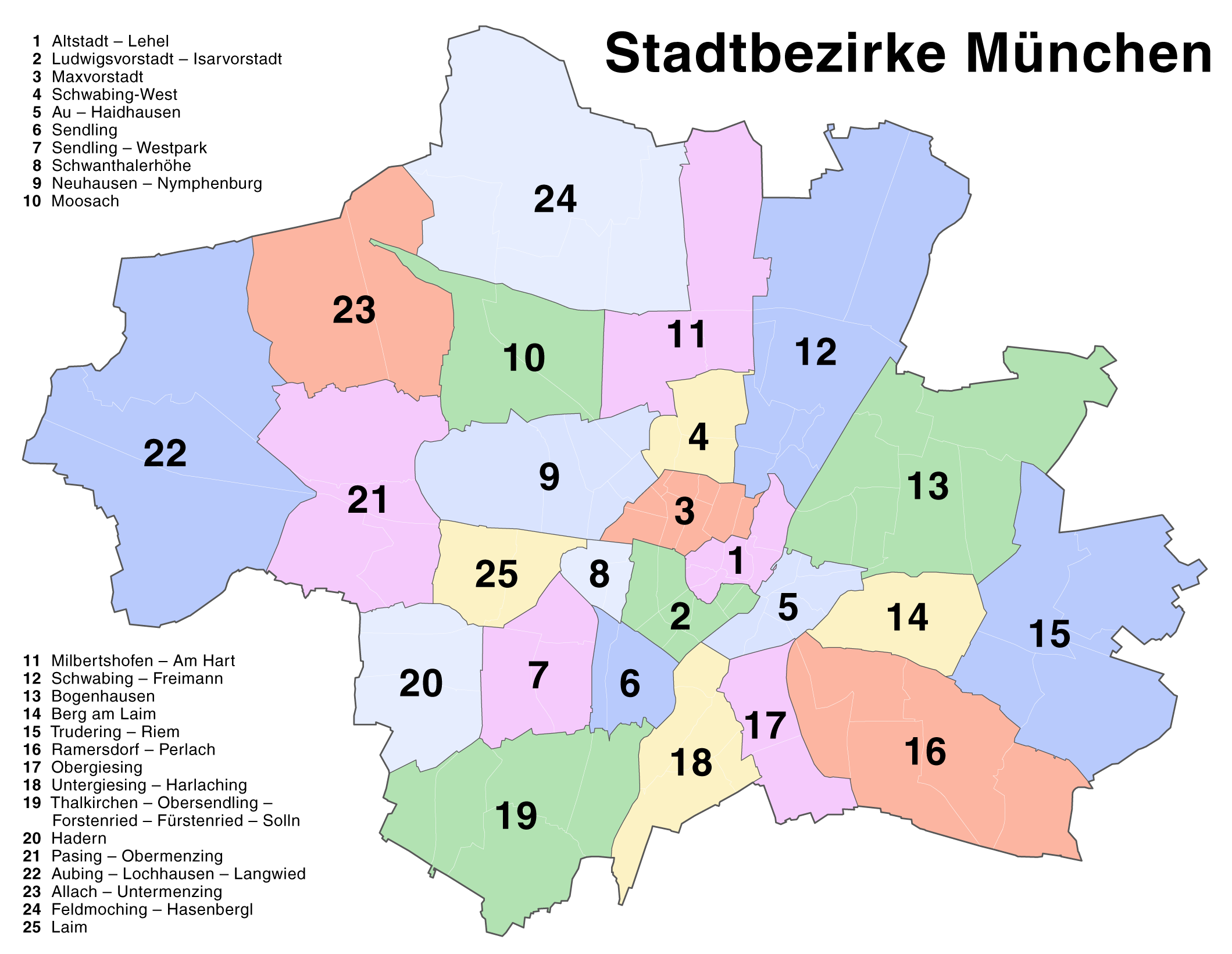
Административное деление Мюнхена

В результате административной реформы 1992—1996 годов количество округов уменьшилось с 41 до 25. Сейчас город Мюнхен административно подразделяется на 25 округов (нем. Bezirk).
|  |  | 1. Альтштадт-Леэль (нем. Altstadt-Lehel) 2. Людвигсфорштадт-Изарфорштадт (нем. Ludwigsvorstadt-Isarvorstadt) 3. Максфорштадт (нем. Maxvorstadt) 4. Швабинг-Вест (нем. Schwabing-West) 5. Ау-Хайдхаузен (нем. Au-Haidhausen) 6. Зендлинг (нем. Sendling) 7. Зендлинг-Вестпарк (нем. Sendling-Westpark) 8. Шванталерхёэ (нем. Schwanthalerhöhe) 9. Нойхаузен-Нимфенбург (нем. Neuhausen-Nymphenburg) 10. Мозах (нем. Moosach) 11. Мильбертсхофен-Ам Харт (нем. Milbertshofen-Am Hart) 12. Швабинг-Фрайман (нем. Schwabing-Freimann) 13. Богенхаузен (нем. Bogenhausen) | 1. Берг-ам-Ляйм (нем. Berg am Laim) 2. Трудеринг-Рим (нем. Trudering-Riem) 3. Рамерсдорф-Перлах (нем. Ramersdorf-Perlach) 4. Обергизинг-Фазангартен (нем. Obergiesing-Fasangarten) 5. Унтергизинг-Харлахинг (нем. Untergiesing-Harlaching) 6. Талькирхен-Оберзендлинг-Форстенрид-Фюрстенрид-Зольн (нем. Thalkirchen-Obersendling-Forstenried-Fürstenried-Solln) 7. Хадерн (нем. Hadern) 8. Пазинг-Оберменцинг (нем. Pasing-Obermenzing) 9. Аубинг-Лоххаузен-Лангвид (нем. Aubing-Lochhausen-Langwied) 10. Алах-Унтерменцинг (нем. Allach-Untermenzing) 11. Фельдмохинг-Хазенбергль (нем. Feldmoching-Hasenbergl) 12. Ляйм (нем. Laim) |

## Население
По оценке на 31 декабря 2015 года население межрайонного города (городской общины) Мюнхен составляет 1 450 381 чел. 

| Дата      | 1840   | 1871   | 1900   | 1925   | 1939   | 1950   | 1961    | 1970    | 1987    | 2011    |
| --------- | ------ | ------ | ------ | ------ | ------ | ------ | ------- | ------- | ------- | ------- |
| Население | 126940 | 193005 | 526081 | 720474 | 840188 | 830833 | 1085067 | 1293599 | 1185421 | 1348335 |

| Год       | 1960    | 1970    | 1980    | 1990    | 2000    | 2009    | 2010    | 2011    | 2012    | 2013    | 2014    | 2015    |
| --------- | ------- | ------- | ------- | ------- | ------- | ------- | ------- | ------- | ------- | ------- | ------- | ------- |
| Население | 1101389 | 1311987 | 1298941 | 1229026 | 1210223 | 1330440 | 1353186 | 1364920 | 1388308 | 1407836 | 1429584 | 1450381 |

## Культура и достопримечательности

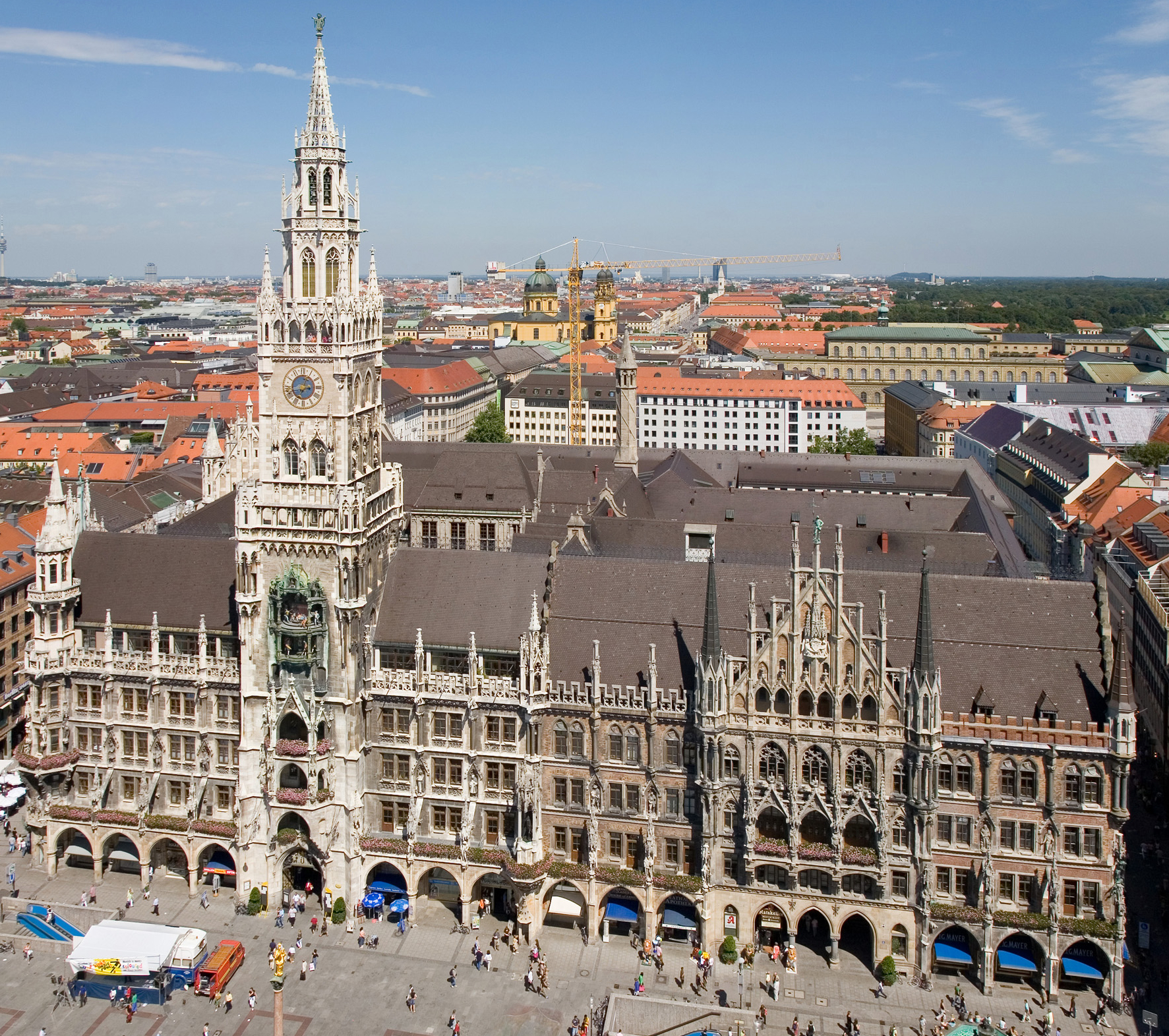
Новая ратуша

Центральная площадь города, на которой стоит колонна Девы Марии, поставленная Максимилианом I — Мариенплац, в районе которой расположены многие достопримечательности, в том числе Старая и Новая ратуши.
В Мюнхене много архитектурных и культурных памятников. Наиболее интересен Старый город с собором святой Богородицы и множеством церквей.

### Церкви
Собор Девы Марии, иначе Фрауэнкирхе — самый высокий собор в Мюнхене (99 метров), ставший символом города. Церковь выстроена в XV веке в стиле готики. Две её башни стали символом Мюнхена. Здесь находится саркофаг из чёрного мрамора императора Людвига IV Баварского. Существует легенда, что отпечаток ноги у входа в храм оставлен дьяволом.
Церковь Святого Петра — старейшая церковь Мюнхена, заложенная XI веке. В результате пожара в начале XIV века церковь была сильно разрушена, после чего была восстановлена, но уже в готическом, а не в романском стиле. Ещё раз церковь была радикально перестроена в XVIII веке.
Церковь Святого Павла — католическая церковь в неоготическом стиле, построенная по проекту Георга фон Хауберриссера в 1892—1906 годах.
Церковь Святого Михаила построена в 1583—1597 годах по распоряжению Вильгельма V, пожелавшего таким образом воздать дань уважения контрреформации. Это одно из самых замечательных творений эпохи Возрождения в Германии. Здесь располагается усыпальница, где покоится прах многих королей и князей династии Вительсбах, среди которых Людвиг II Баварский, вошедший в историю как «сказочный король».
Церковь Христа Искупителя, иначе Эрлёзенкирхе (нем. Erlöserkirche) — старейшая лютеранская церковь в Швабинге.
Церковь театинца Святого Каетана, иначе Театинеркирхе — ещё одна знаменитая церковь Мюнхена. Строительство Театинеркирхе было начато в 1662 году в стиле барокко и продолжено в XVIII веке. Грандиозные размеры (высота купола 71 м) подчёркивают важность события, в честь которого она строилась, рождения наследника престола Макса-Эммануила.
Азамкирхе (официально церковь св. Иоанна Непомука), созданная братьями Азам в 1729—1771 годах, — шедевр европейского позднего барокко. Фасад церкви в этом стиле вписан в единый ряд с другими зданиями улицы.
Православные богослужения совершаются в Кафедральном соборе новомучеников и исповедников Российских, расположенном на южной окраине Мюнхена (Lincolnstraße 58). В предместье Мюнхена Оберменцинг находится православный мужской монастырь преп. Иова Почаевского.

### Музеи

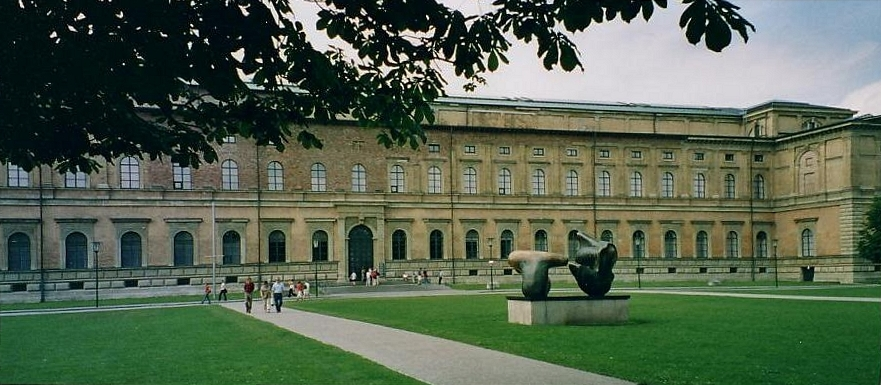
Старая пинакотека

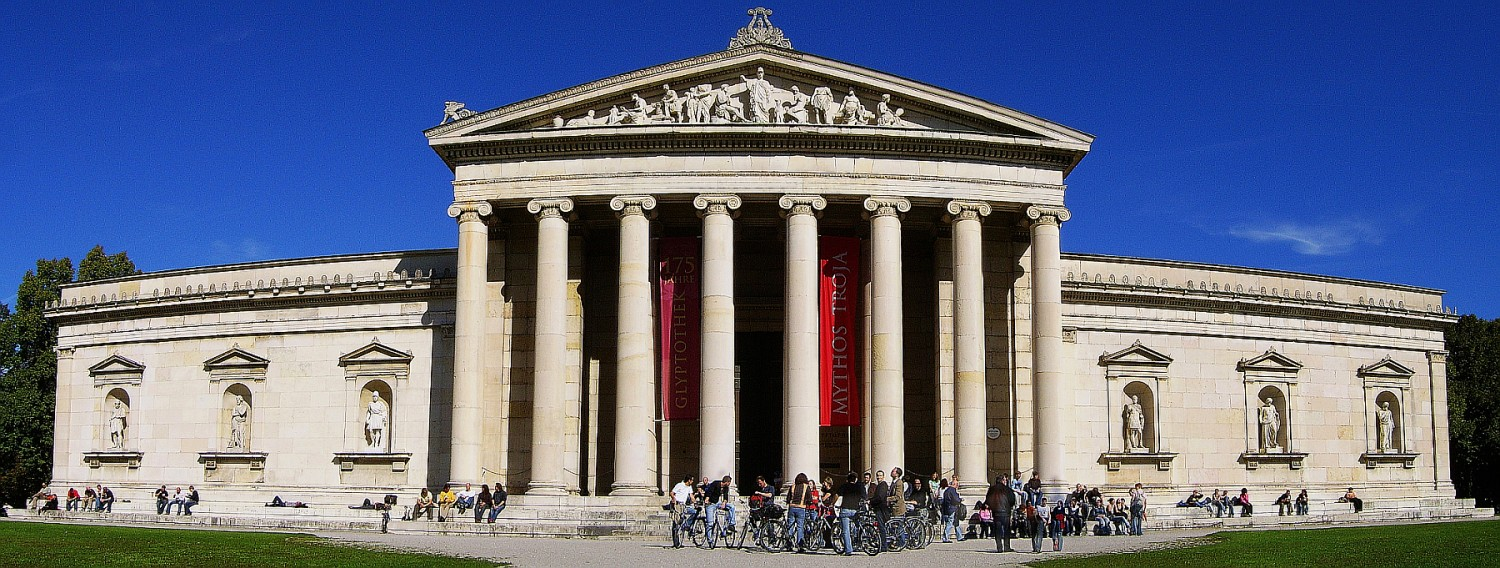
Здание мюнхенской Глиптотеки

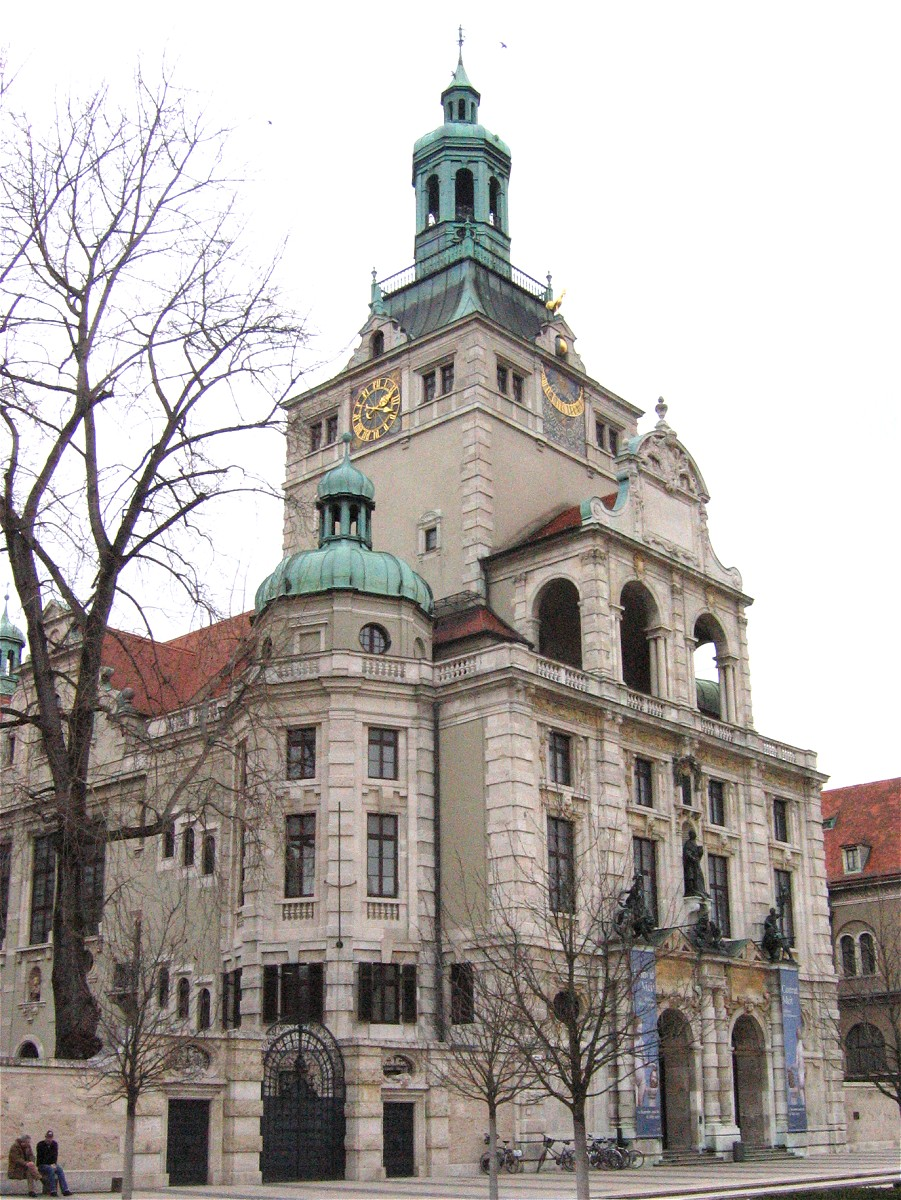
Баварский национальный музей

Мюнхен — место паломничества любителей и знатоков изобразительного искусства. Художественные музеи Мюнхена создавались на протяжении веков, большую роль в их организации сыграл Людвиг I Баварский, который основал старую и новую Пинакотеки, а также Глиптотеку. Все самые значительные художественные музеи Мюнхена находятся в одном месте, рядом с площадью Кёнигсплац (так же называется одноимённая станция метро).
Старая пинакотека (нем. Alte Pinakothek) расположена в здании, построенном в стиле венецианского Ренессанса. Здесь хранятся 9000 картин 1400 художников. Великолепны коллекции старых немецких мастеров (Кранах Старший, Альтдорфер, Дюрер), старой нидерландской (Брейгель, Рембрандт, Ван Дейк, Рубенс) итальянской (Джотто, Фра Беато Анджелико, Леонардо, Рафаэль, Тициан, Тинторетто и др.), испанской (Мурильо, Сурбаран, Эль Греко) живописи.
В Новой пинакотеке (нем. Neue Pinakothek) представлены более 550 картин и 50 скульптур от рококо до немецкого модерна, полотна доромантического периода во французской и немецкой живописи, картины импрессионистов. Среди прочих здесь находятся работы Моне, Мане. Дега, Гогена, Ван Гога.
Артефакты изобразительного искусства XX века сосредоточены в четырёх музеях, в совокупности названных Пинакотекой современности (нем. Pinakothek der Moderne), в том числе живописные полотна Дали, Магритта, Пикассо, Клее, Бекмана, членов группы «Синий всадник».
В галерее Ленбаххауза (нем. Städtische Galerie im Lenbachhaus), которая расположена поблизости от трёх пинакотек, представлены в первую очередь картины работавших в Мюнхене художников XVIII—XIX вв. Галерея также известна собранием работ, созданных художниками «Синего всадника» (в том числе, обширная коллекция картин Кандинского разных периодов творчества).
Ценные артефакты греческой и римской античности собраны в Государственном античном собрании (нем. Staatliche Antikensammlungen) (вазопись, стекло, ювелирные украшения) и Глиптотеке (скульптура и глиптика).
В вилле Штука (нем. Villa Stuck) на Принцрегентенштрассе выставлены фрески и картины неоромантика и символиста Франца фон Штука, мастера, которого наравне с Ленбахом называли королём художников.
Немецкий музей (нем. Deutsches Museum) — один из крупнейших естественнонаучных музеев в мире. Основан в 1903 году Оскаром фон Миллером. Экспозиции Немецкого музея знакомят со всеми крупными открытиями, сделанными в течение XX века. Можно осмотреть подводные лодки, которые участвовали в боях Первой и Второй мировых войн.
Мюнхенский городской музей (нем. Münchner Stadtmuseum) посвящён истории города, здесь хорошее собрание гравюр, литографий и макетов старого Мюнхена.
Баварский национальный музей (нем. Bayerisches Nationalmuseum), созданный в 1855 году Максимилианом II, посвящён культуре и народному искусству Баварии. Экспонируется много произведений религиозного искусства: скульптуры, статуи, шпалеры, алтари. Здесь также собрана небольшая, но ценная коллекция старинных музыкальных инструментов.
Музей игрушек (нем. Spielzeugmuseum) расположен в башне Старой ратуши. Там находится коллекция игрушек Ивана Штайгера. В коллекции представлены старые модели железной дороги, плюшевые игрушки, куклы (в том числе кукла Барби и история её развития), роботы, игрушечные домики с мебелью и посудой. Среди других наиболее значительных музеев Мюнхена стоит отметить Немецкий музей театра, в котором представлена вся история Мюнхенского театра, а также Музей BMW, рассказывающий об истории известных автомобилей.

### Театры и концертные залы
Баварская государственная опера (нем. Bayerische Staatsoper), бывшая Придворная опера — одна из самых известных и престижных оперных компаний. В Баварской опере (как её часто сокращают) состоялись премьеры музыкально-театральных сочинений Рихарда Вагнера, Рихарда Штрауса, Карла Орфа и других композиторов, работали многие певцы, дирижёры и режиссёры мирового масштаба. Спектакли проходят в здании XIX века (послевоенной реконструкции), которое носит официальное название Национальный театр.
В культурном комплексе Гаста́йг (нем. Der Gasteig; открыт в 1985) находятся крупнейший концертный зал Мюнхена «Филармония» (Konzertsaal Philharmonie), штаб-квартира Мюнхенского филармонического оркестра, Мюнхенский народный университет (нем. Münchner Volkshochschule) (крупнейший в Германии) и Мюнхенская городская библиотека. Комплекс зданий расположен на высоком (восточном) берегу Изара, на Rosenheimer Platz. Популярная площадка для концертов симфонической и камерной музыки — Геркулес-зал (нем. Herkulessaal), расположенная в Мюнхенской резиденции. Геркулес-зал, обладающий прекрасной акустикой, также используется крупными звукозаписывающими компаниями для коммерческой аудиозаписи.
Главная площадка для постановок драматического театра — Резиденц-театр — находится на Макс-Йозеф-Плац, поблизости от Баварской оперы. Кювийе-театр (по имени немецкого архитектора с французскими корнями Франсуа де Кювийе), расположенный в историческом здании с витиеватым интерьером в стиле рококо, используется также как концертная эстрада и сцена для постановки несложных (по сценографии и машинерии) опер. Среди других Мюнхенский камерный театр (нем. Münchner Kammerspiele), Мюнхенский народный театр (нем. Münchner Volkstheater) и Принцрегентентеатр (нем. Prinzregententheater).

### Прочие достопримечательности

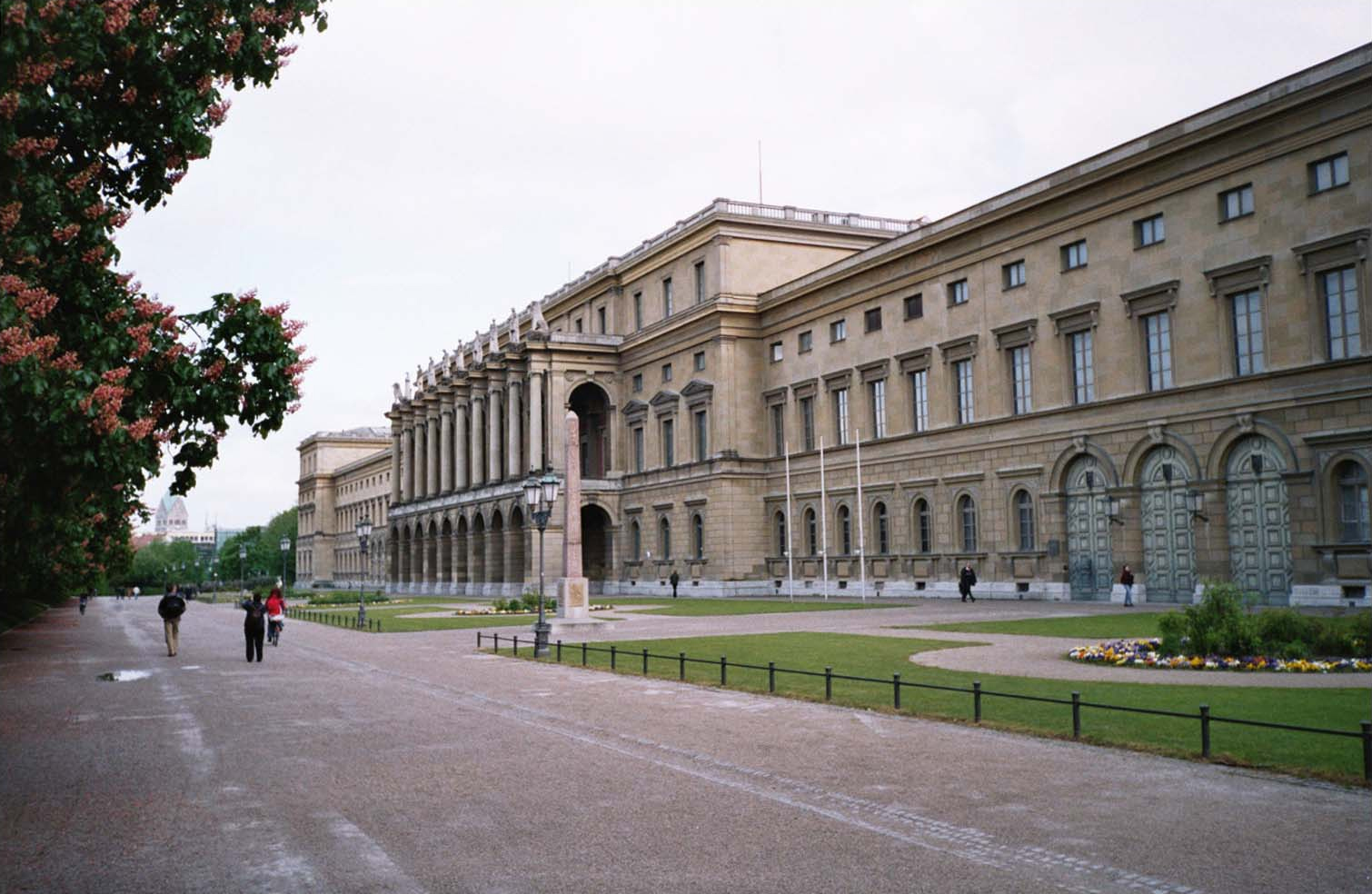
Мюнхенская резиденция

Всемирно известен мюнхенский Английский парк (нем. Englischer Garten), один из самых больших городских парков в мире, протянувшийся из центра города до самой окраины вдоль небольшой реки Изар.
В районе Гертнерплац есть много красивых зданий в стиле модерн, а также замечательный памятник классицизма — здание Государственного театра, выстроенное при императоре Максимилиане. Уникальный архитектурный комплекс современного Мюнхена — Олимпийский парк, построенный к Олимпийским играм 1972 года. Большое впечатление производят башня высотой 290 м, обсерватория, крыша из металла и стекла в форме гигантского тента. Парк состоит из водного стадиона, олимпийского стадиона, катка и велодрома. На башне есть вращающийся ресторан и обзорная площадка.
Крупнейший архитектурный памятник Мюнхена — Дворец Нимфенбург, бывшая летняя резиденция Виттельсбахов. Дворец был построен по приказанию курфюрста Фердинанда-Марии в 1664—1674 годах. Нимфенбург — самый большой барочный дворец Германии. Особого внимания заслуживает Галерея красавиц — один из залов, украшенный портретами самых красивых женщин по заказу короля Людовика I. На территории Нимфенбургского парка находятся три небольших дворца (Амалиенбург, Пагоденбург и Баденбург), а также пруды, каскады и часовня Магдалененклаузе.
Масштабные архитектурные ансамбли образуют Мюнхенская резиденция, Максимилианеум, замок Блютенбург, Аллианц Арена, дворец Хольнштайн, церковь евангелиста Луки. Современное здание, известное как Штаб-квартира BMW, в 1999 году было признано «историческим» памятником архитектуры.
В предместье Мюнхена Грюнвальд находится киностудия Bavaria Film, прозванная «баварским Голливудом». На её территории расположен популярный у немецких туристов культурно-развлекательный центр Bavaria Filmstadt, с многочисленными артефактами и инсталляциями, иллюстрирующими историю национального киноискусства.

## Образование и наука

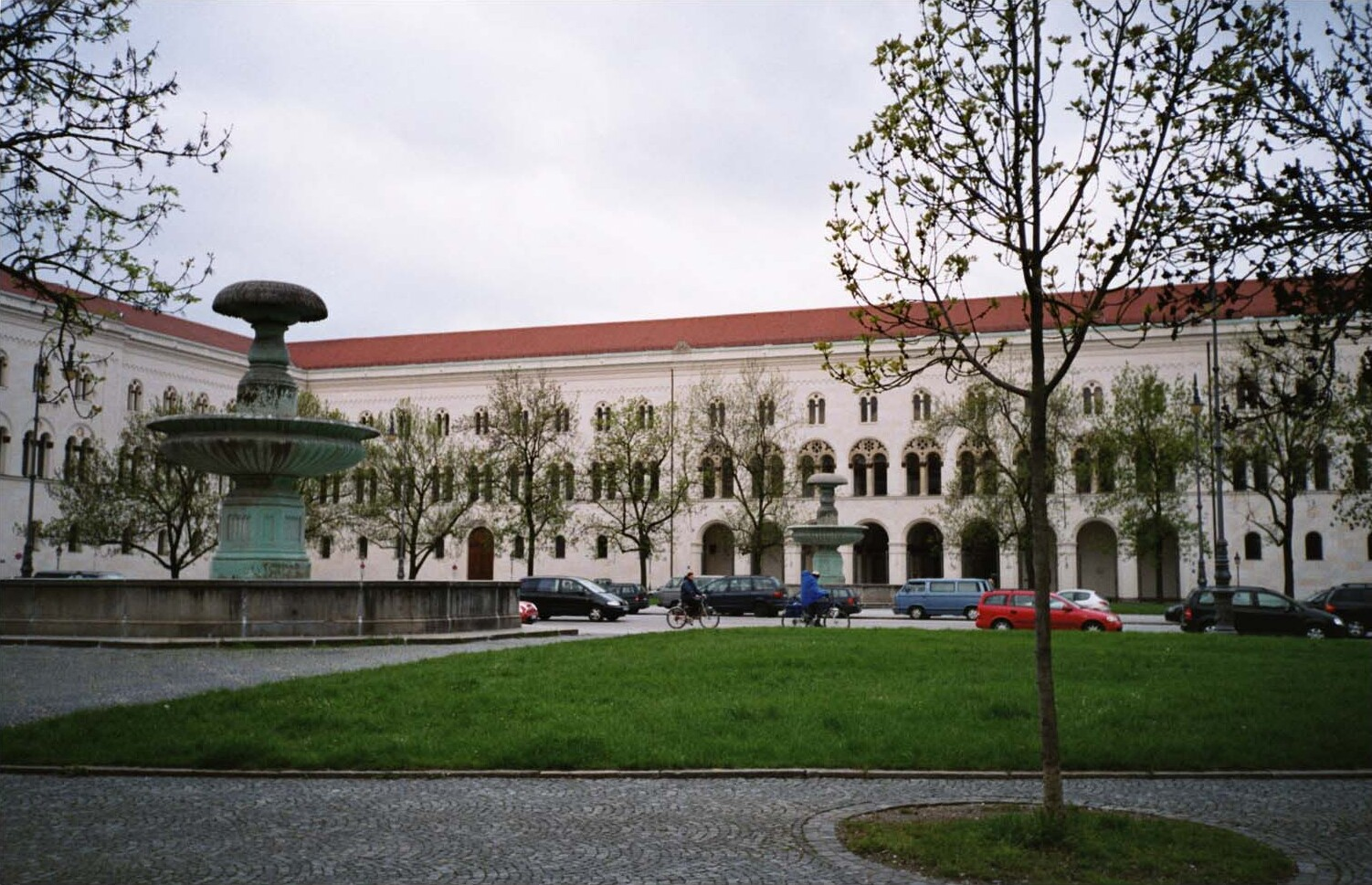
Мюнхенский университет

Современный Мюнхен — не только средоточие «архивных» культурных ценностей, но и современный европейский центр образования и науки. Здесь находится одна из самых ценных и крупных мировых библиотек — Баварская государственная библиотека. Накопленная к настоящему времени в тесном сотрудничестве с Мюнхенским центром оцифровки база данных Баварской госбиблиотеки (детально рубрицированный каталог, оцифрованные рукописи, инкунабулы, раннепечатные книги и т. д.) на сегодняшний день — самая большая онлайновая библиотека в Германии (пользование бесплатно).
Благодаря Институту физики плазмы Общества Макса Планка, ядерному научно-исследовательскому реактору, Баварской академии наук (всемирно прославлена исследованиями и публикациями в классической филологии) и другим учреждениям Мюнхен удерживает прочные позиции в европейской науке. Мюнхенский университет (основан в 1472 году в Ингольштадте, с 1826 года в Мюнхене) знаменит своим теологическим факультетом. Среди других учреждений высшего образования Высшая музыкальная школа (с 1892 — Королевская академия музыки, c 1998 — Мюнхенская высшая школа музыки и театра) и Мюнхенский технический университет. Среди других научных институтов Гизингская и Зендлингская обсерватория.

## Спорт

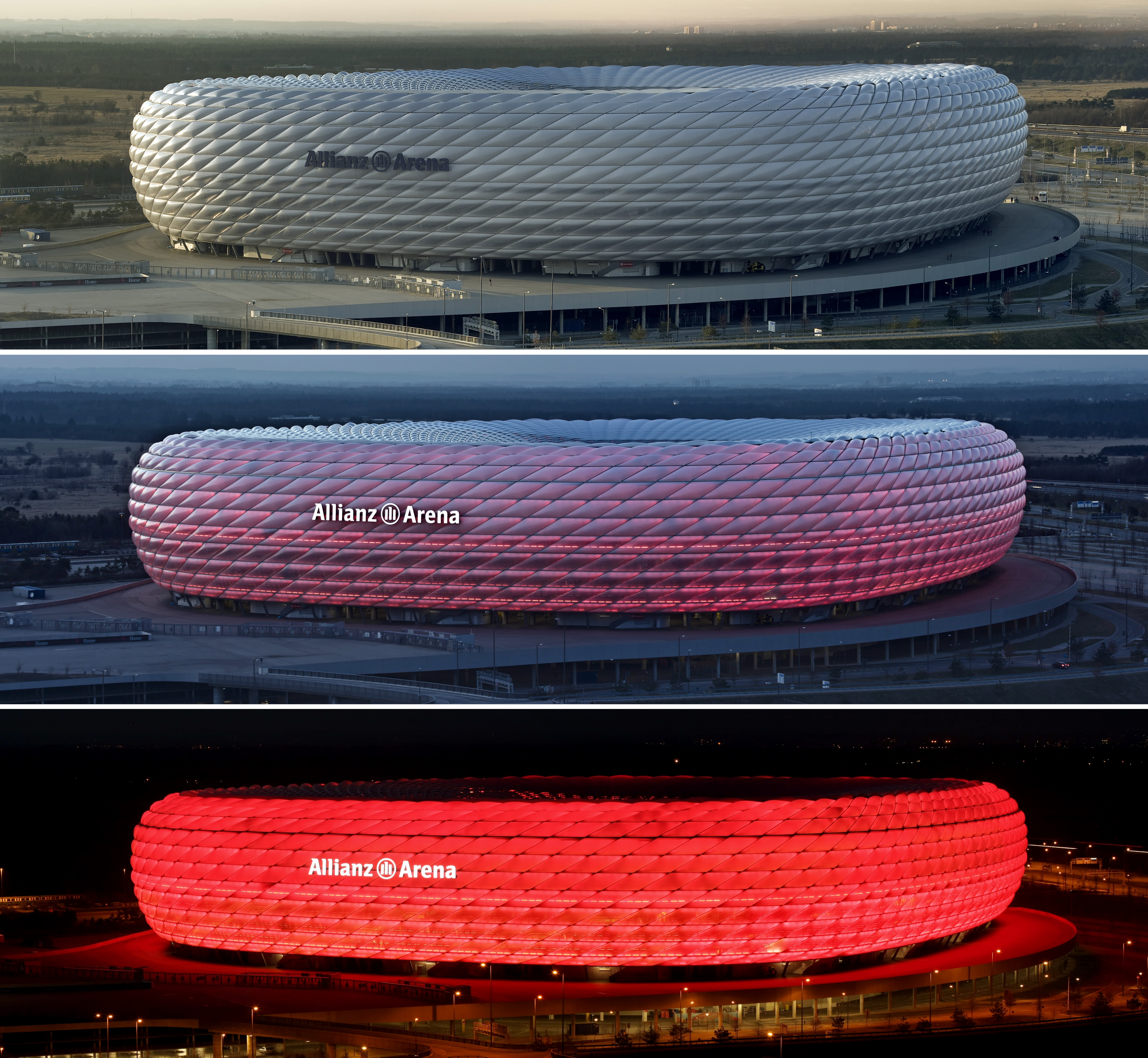
Стадион «Allianz Arena»

В Мюнхене имеется две футбольные команды — «Бавария», выступающая в Бундеслиге, и «Мюнхен 1860», играющий в третьей лиге. «Бавария» является самым популярным и титулованным немецким футбольным клубом. Команда 30 раз выигрывала чемпионат Германии, 20 раз — Кубок Германии, 6 — Лигу чемпионов УЕФА, по одному разу — Кубок кубков и Кубок УЕФА. Ранее обе команды проводили свои матчи на Альянц Арене, которая в эти дни подсвечивается красным (если играет «Бавария») либо голубым светом (если играет «Мюнхен-1860»), в настоящее время «Бавария» приобрела долю «Мюнхена 1860» и стала единственным владельцем стадиона. Также в Мюнхене очень популярны зимние виды спорта, в особенности хоккей с шайбой и биатлон. В городе располагается большое количество любительских и полупрофессиональных хоккейных клубов. Есть профессиональный хоккейный клуб «ЕНС Мюнхен», который выступает в высшей хоккейной лиге Германии. Баскетбольная команда клуба «Бавария» с сезона 2011 начала выступления в высшей лиге чемпионата Германии по баскетболу. Город принимал Летние Олимпийские игры 1972, чемпионаты мира по футболу 1974, 2006, чемпионаты мира по хоккею с шайбой 1975 года, 1983 года, 1993 года, также Мюнхен подавал заявку на проведение Зимних Олимпийских игр 2018.

## Транспорт

### Общественный транспорт

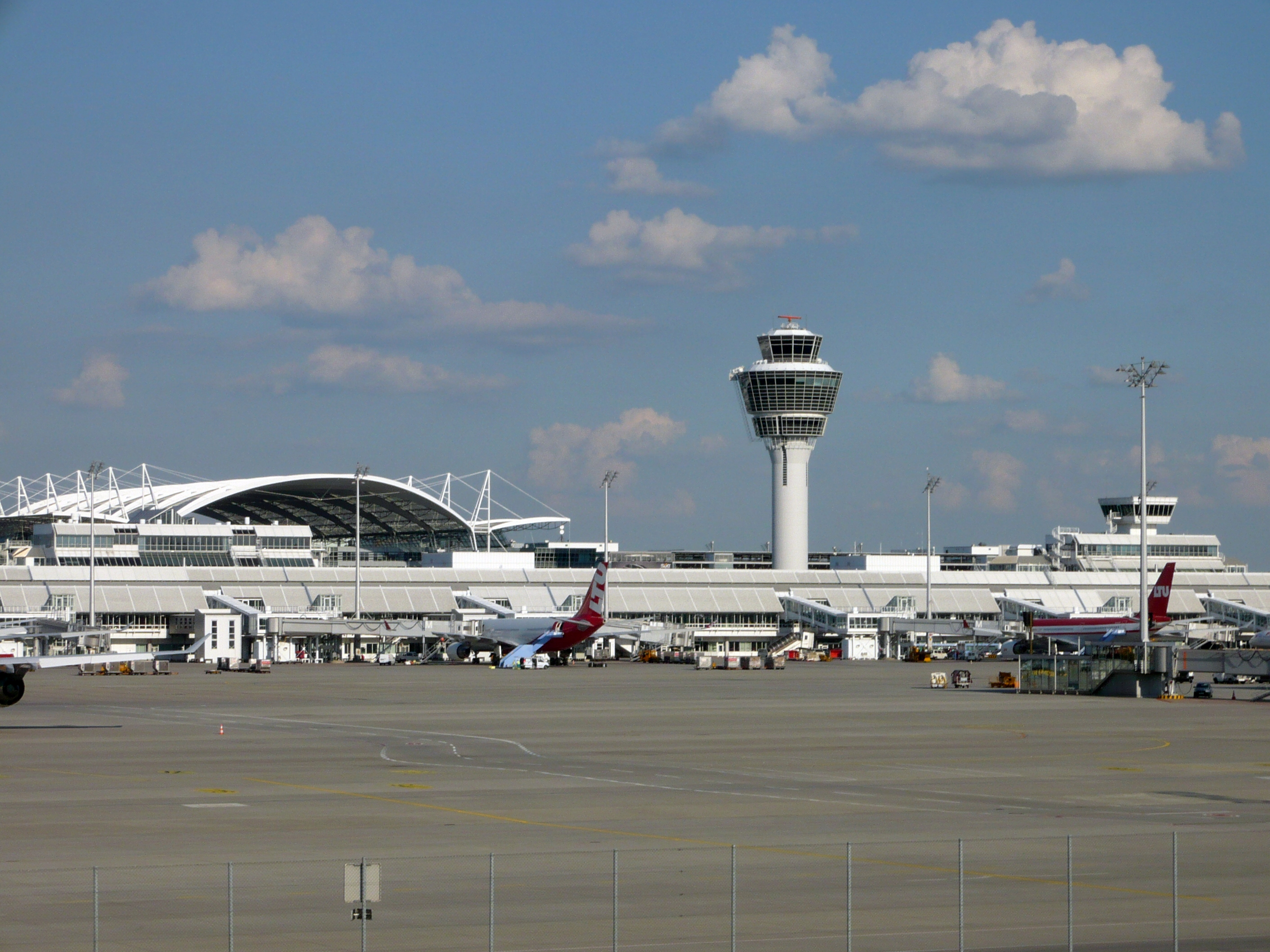
Мюнхенский аэропорт

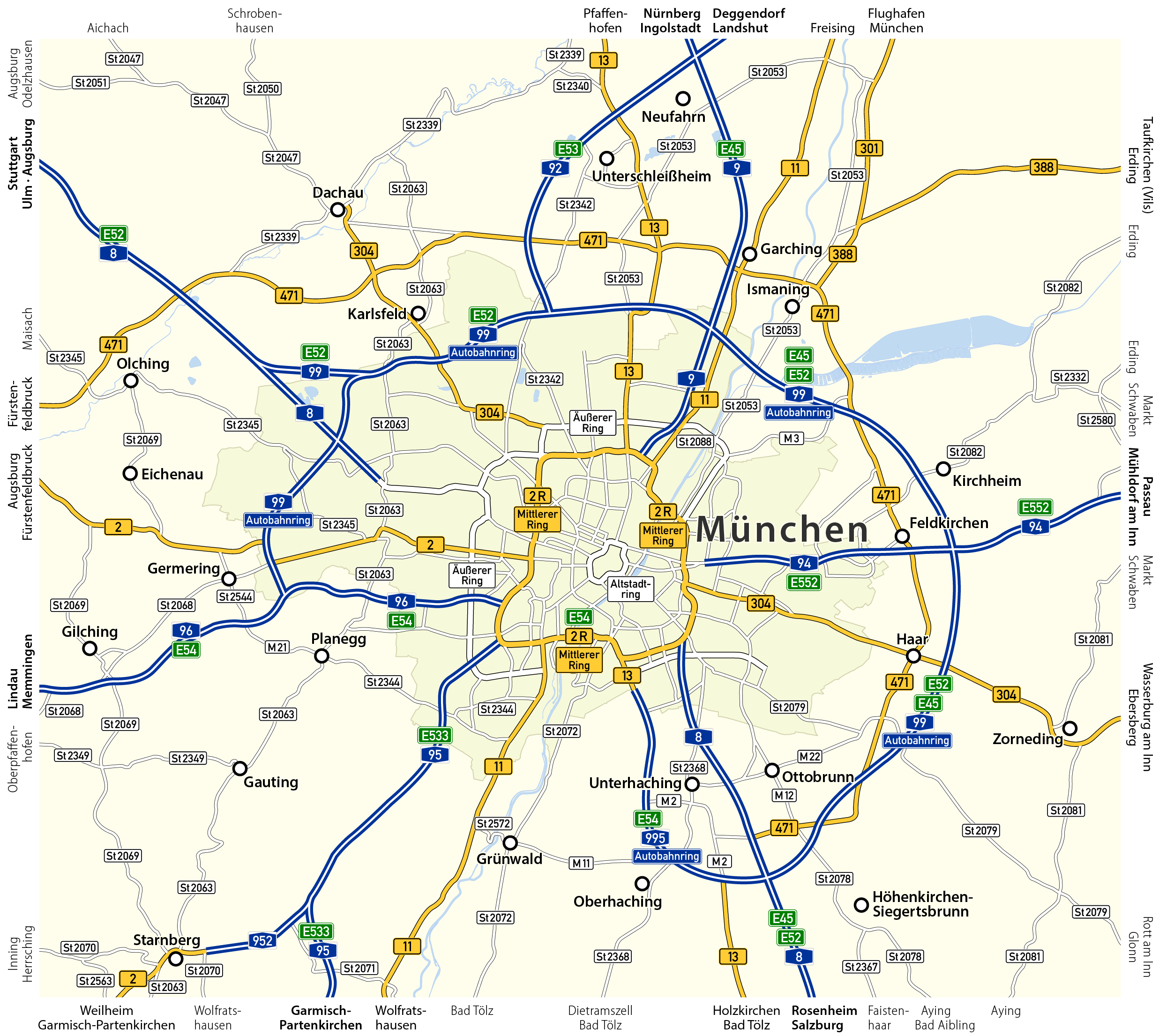
Автобаны вокруг Мюнхена

Основу общественного транспорта Мюнхена составляет сеть быстрых поездов (нем. Schnellbahnnetz), состоящая из городской электрички (нем. S-Bahn) и метрополитена (нем. U-Bahn). Сеть городской электрички покрывает практически все окрестности Мюнхена радиально (в радиусе 40 км), соединяясь в центре города тоннелем (как и метрополитен, построенном к Олимпиаде 1972 года). Кроме того, город обладает развитой сетью автобусных и трамвайных маршрутов. Мюнхен, как и большинство крупных немецких городов, образует вместе со своими ближайшими пригородами единую тарифную сеть, при этом Мюнхенская тарифная сеть разделена на 7 зон: зона M — весь город, зоны 1 — 6 — пригороды. Аэропорт находится в 5-й тарифной зоне. Плата за проезд зависит, за некоторыми исключениями, не от количества пересадок и видов транспорта, использованных для поездки, а только от количества пересекаемых зон.

### Железнодорожное сообщение
В Мюнхене располагалась одна из железнодорожных дирекций Deutsche Bundesbahn.
Главный вокзал Мюнхена является вторым, после главного вокзала Гамбурга, вокзалом Германии по пассажиропотоку, обслуживая 350 000 пассажиров в день.
Региональные поезда, следующие в юго-восточном направлении, и скоростные поезда, следующие в Австрию и Италию, делают остановку на Восточном вокзале.
На западе Мюнхена есть третий вокзал «Мюнхен-Пазинг», через который проходят поезда дальнего и регионального сообщения от Главного вокзала в южном, юго-западном и западном направлении, а также делают остановку скоростные поезда, следующие в Швейцарию, Францию и страны Бенилюкса.

### Воздушное сообщение
Новый аэропорт (сокращения: IATA: MUC, ICAO: EDDM), названный в честь немецкого политика Франца Йозефа Штрауса, был открыт 17 мая 1992 года и является вторым по количеству обслуживаемых пассажиров аэропортом Германии. Пропускная способность аэропорта при двух действующих взлётно-посадочных полосах составляет 50 миллионов пассажиров в год или 90 взлётов/посадок в час. Третья взлётно-посадочная полоса находится на стадии проектирования. Аэропорт находится в 28 километрах к северо-востоку от города в непосредственной близости от города Фрайзинга. Мюнхенский аэропорт является сегодня одним из крупнейших европейских транспортных узлов, а также важным аэропортом базирования Люфтганзы и Стар Альянса. В 2012 году аэропорт занял седьмое место по пассажиропотоку в Европе, пропустив через свои воздушные ворота более 38 млн пассажиров, приняв и отправив около 400 тыс. рейсов. В мюнхенский аэропорт можно доехать по автобану А92, а также при помощи Люфтганза-Аэропорт-Автобус (нем. Lufthansa-Airport-Bus) не только из центра Мюнхена и Регенсбурга, но и из близлежащей Австрии: из Инсбрука, Линца и Зальцбурга. Железнодорожное сообщение с центром города и мюнхенскими вокзалами: Главным и Восточным, осуществляется с помощью пригородных поездов (линии S1 и S8), курсирующих с 20-минутным интервалом.

### Автомобильное сообщение
Мюнхен является неотъемлемой частью сети автомагистралей на юге Германии. Автобаны из Штутгарта (W), Нюрнберга, Франкфурта и Берлина (N), Деггендорфа и Пассау (E), Зальцбурга и Инсбрука (SE), Гармиш-Партенкирхена (S) и Линдау (SW) заканчиваются в Мюнхене. Из города идут магистрали в различные части Германии, Австрии и Италии. Тем не менее движение в Мюнхене осложнено частыми пробками. Пробки стали обычным делом в час пик и в начале и в конце основных праздников Германии.
В Мюнхене имеется 3 транспортных кольца:
- кольцо старого города (нем. Altstadtring),
- среднее кольцо (нем. Mittlerer Ring),
- кольцо автобана (нем. Autobahnring) (на юге и юго-западе отсутствует).

Автобаны (нем. Autobahn) А8, А9, А92, А94, А95, А96, А99, А995

## Знаменитые уроженцы
- Генрих из Мюнхена (ум. 1375) — средневековый хронист, автор рифмованной «Всемирной хроники».
- Изабелла Баварская (1370—1435) — королева Франции, супруга Карла VI Безумного.
- Ганс Милих (1516—1573) — немецкий художник эпохи позднего Возрождения.
- Максимилиан I (1573—1651) — герцог (с 1597 года), курфюрст (с 1648 года) Баварии.
- Мария Анна Виктория Баварская (1660—1690) — дофина Франции, супруга наследного принца Людовика Великого, сына Людовика XIV.
- Иоганн Теодор Баварский (1703—1763) — деятель католической церкви, кардинал, князь-епископ Регенсбурга, Фрайзинга и Льежа.
- Франц фон Креннер (1762—1818) — баварский историк и государственный деятель.
- Франц Ксавер фон Баадер (1765—1841) — немецкий философ и теолог.
- Людвиг Шванталер (1802—1848) — баварский скульптор, профессор Мюнхенской академии художеств.
- Франц фон Кобелль (1803—1882) — немецкий учёный-минералог, писатель и фотограф.
- Максимилиан II (1811—1864) — король Баварии с 1848 года.
- Карл Теодор фон Пилоти (1826—1886) — немецкий художник академического направления.
- Шарль де Костер (1827—1879) — франкоязычный бельгийский писатель, автор романа «Легенда об Уленшпигеле».
- Эдгар фон Гарольд (1830—1886) — немецкий учёный-энтомолог.
- Елизавета Баварская (1837—1898) — императрица Австрии с 1854 года.
- Леопольд III (1845—1921) — последний король Баварии (1913—1918).
- Леопольд Виттельсбах (1846—1930) — германский военный деятель, генерал-фельдмаршал Баварии.
- Вальтер фон Дик (1856—1934) — немецкий учёный-математик.
- Эдуард Бухнер (1860—1917) — немецкий учёный-биохимик, Нобелевский лауреат.
- Рихард Штраус (1864—1949) — немецкий композитор и дирижёр, представитель позднего романтизма.
- Христиан Моргенштерн (1871—1914) — немецкий писатель, поэт и переводчик.
- Франц Марк (1880—1916) — немецкий живописец, представитель экспрессионизма.
- Карл Валентин (1882—1948) — немецкий актёр-комик, артист кабаре, кинорежиссёр.
- Лион Фейхвангер (1884—1958) — немецкий писатель-классик еврейского происхождения.
- Вильгельм Хёгнер (1887—1980) — немецкий государственный деятель, второй премьер-министр Баварии в 1945—1946, 1954—1957 годах.
- Эрнст Рём (1887—1934) — немецкий политик и государственный деятель, один из лидеров национал-социалистов.
- Абрахам Френкель (1891—1965) — израильский учёный-математик.
- Карл Лёвенштейн (1891—1973) — немецкий философ, политолог и правовед.
- Карл Орф (1895—1982) — немецкий композитор и музыкальный педагог.
- Тереза Гизе (1898—1975) — немецкая актриса.
- Генрих Мюллер (1900—1945) — начальник тайной государственной полиции Третьего рейха.
- Генрих Гиммлер (1900—1945) — политический и военный деятель Третьего рейха.
- Лизелотта Вельскопф-Генрих (1901—1979) — немецкий учёный-антиковед и писатель, автор приключенческих романов о жизни индейцев.
- Рената Мюллер (1906—1937) — немецкая актриса кино.
- Вольфганг Райтерман (1909—1985) — американский художник-аниматор, один из девяти выдающихся мастеров студии Уолта Диснея.
- Роберт Хавеман (1910—1982) — немецкий учёный-химик, антифашист, участник движения Сопротивления.
- Ева Браун (1912—1945) — сожительница, затем жена Адольфа Гитлера.
- Виллибальд Зауэрлендер (1924—2018) — немецкий учёный-искусствовед.
- Бенедикт XVI (1927—2022) — 265-й римский папа в 2005—2013 годах.
- Эммануэль Маркс (1927—2022) — израильский учёный-антрополог, этнограф и социолог.
- Рудольф Людвиг Мёссбауэр (1929—2011) — немецкий учёный-физик, Нобелевский лауреат.
- Шарлотта Кноблох (род. 1932) — президент Еврейской общины Мюнхена и Верхней Баварии.
- Перси Адлон (1935—2024) — немецкий режиссёр, сценарист и продюсер.
- Ханс Дитер Кронцукер (род. 1936) — немецкий журналист и телеведущий.
- Герберт Ахтернбуш (1938—2022) — немецкий кинорежиссёр и продюсер.
- Михаэль Ханеке (род. 1942) — австрийский кинорежиссёр и сценарист.
- Вернер Херцог (род. 1942) — немецкий кинорежиссёр, сценарист и актёр.
- Андреас Баадер (1943—1977) — леворадикальный террорист, один из основателей Фракции Красной Армии.
- Райнер Вернер Фасбиндер (1945—1982) — немецкий режиссёр и актёр.
- Франц Беккенбауэр (1945—2024) — немецкий футболист и тренер.
- Ральф Зигель (род. 1945) — немецкий композитор и продюсер.
- Уши Обермайер (род. 1946) — немецкая манекенщица и фотомодель.
- Ханс-Георг Шварценбек (род. 1948) — немецкий футболист из клуба «Бавария», чемпион мира.
- Герман Парцингер (род. 1959) — немецкий археолог, исследователь скифской культуры.
- Штеффен Зайберт (род. 1960) — немецкий государственный деятель и журналист.
- Андреа Вольф (1965—1998) — немецкая революционерка-интернационалистка, член боевой организации Рабочей партии Курдистана.
- Михаэль Хербиг (род. 1968) — немецкий актёр, режиссёр и сценарист.
- Гедеон Буркхард (род. 1969) — немецкий актёр театра и кино.
- Карл-Теодор цу Гуттенберг (род. 1971) — немецкий политик и государственный деятель.
- Фабиан Вагнер (род. 1978) — немецкий кинооператор.
- Филипп Лам (род. 1983) — немецкий футболист из клуба «Бавария», чемпион мира.
- София Флёрш (род. 2000) — немецкая автогонщица.

## Города-побратимы
- Эдинбург, Великобритания (с 1954)[35]
- Верона, Италия (с 17 марта 1960)[35]
- Бордо, Франция (с 30 мая 1964)[35]
- Саппоро, Япония (с 28 августа 1972)[35]
- Цинциннати, США (с 18 сентября 1989)[35]
- Киев, Украина (с 6 октября 1989)[35]
- Хараре, Зимбабве (с 1996)[35][36]

## В астрономии
- В честь Мюнхена назван астероид (428) Монахия, открытый в 1897 году.